# David Jones (lekkoatleta)
David Henry Jones (ur. 11 marca 1940 w Brookmans Park, zm. 1 czerwca 2023 na Majorce) – angielski lekkoatleta (sprinter), medalista olimpijski z 1960.
Zdobył brązowy medal w sztafecie 4 × 100 metrów na igrzyskach olimpijskich w 1960 w Rzymie (sztafeta brytyjska biegła w składzie: Peter Radford, Jones, David Segal i Nick Whitehead). Startował również w biegu na 100 metrów, w którym odpadł w półfinale oraz w biegu na 200 metrów, w którym odpadł w ćwierćfinale.
Na mistrzostwach Europy w 1962 w Belgradzie zdobył brązowy medal w sztafecie 4 × 100 metrów (w składzie: Alf Meakin, Ron Jones, Berwyn Jones i David Jones), a w finale biegu na 200 metrów zajął 5. miejsce.
Jako reprezentant Anglii zdobył złoty medal w sztafecie 4 × 110 jardów (w składzie: Meakin, Jones, Len Carter i Radford) oraz srebrny medal w biegu na 220 jardów na Igrzyskach Imperium Brytyjskiego i Wspólnoty Brytyjskiej w 1962 w Perth, a w biegu na 100 jardów odpadł w ćwierćfinale. Startował również na Igrzyskach Imperium Brytyjskiego i Wspólnoty Brytyjskiej w 1966  w Kingston, gdzie zajął 7. miejsce w sztafecie 4 × 110 jardów i odpadł w ćwierćfinale biegu na 220 jardów.
Był mistrzem Wielkiej Brytanii (AAA) w biegu na 220 jardów w 1959, 1960, 1961 i 1963, wicemistrzem w biegu na 100 jardów w 1960 i na 220 jardów w 1962 oraz brązowym medalistą w biegu na 100 jardów w 1961.
Był wielokrotnym rekordzistą Wielkiej Brytanii w sztafecie 4 × 100 metrów do wyniku 39,7 s, osiągniętego 23 sierpnia 1963 w Londynie.